# Paspalum distachyon
Paspalum distachyon är en gräsart som beskrevs av Jean Louis Marie Poiret och Carl Bernhard von Trinius. Paspalum distachyon ingår i släktet tvillinghirser, och familjen gräs. Inga underarter finns listade i Catalogue of Life.